# Chatuchak Park

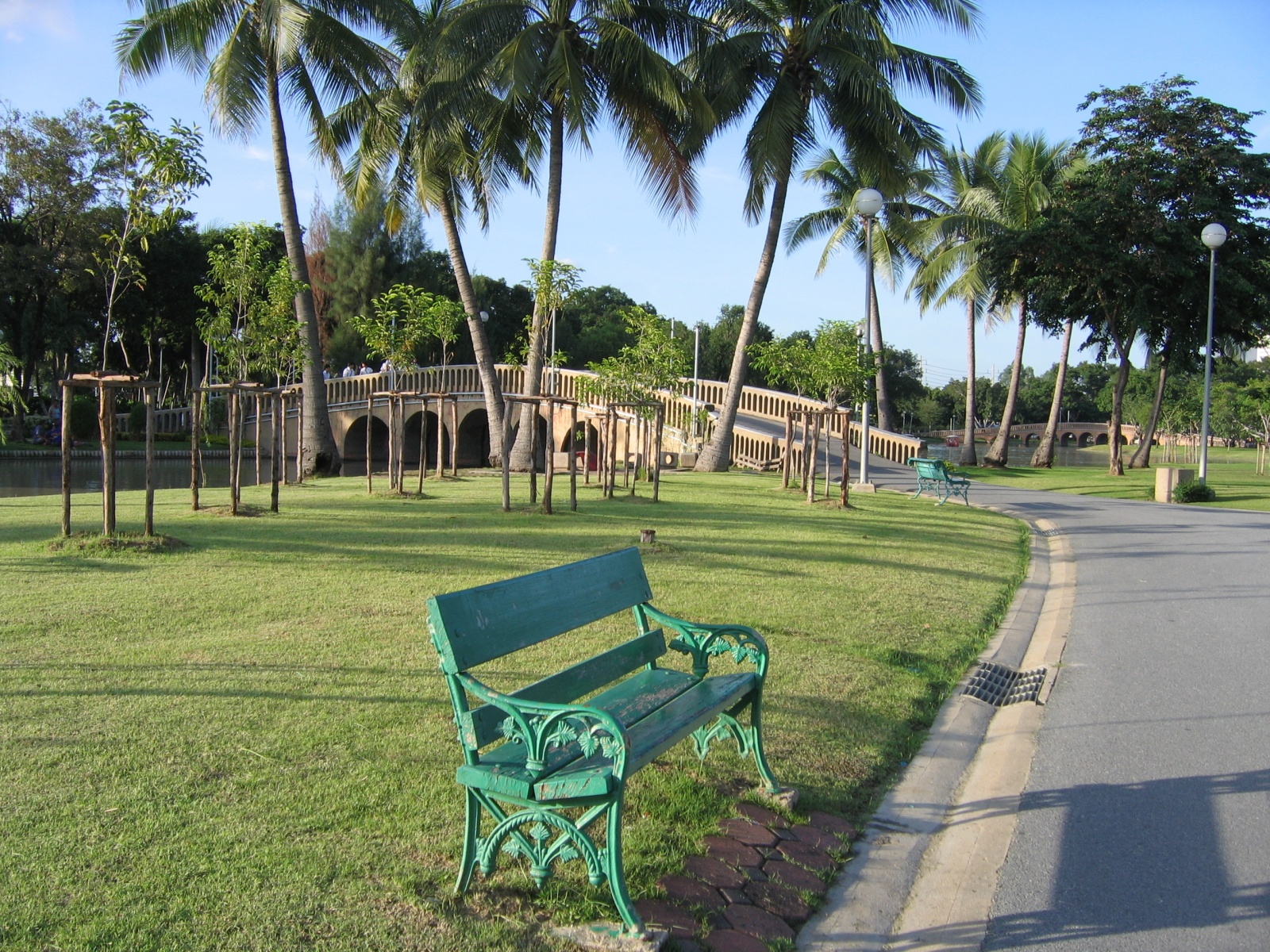
Chatuchak Park

Chatuchak Park (Thai: สวนจตุจักร) is een openbaar park in Chatuchak, een district van Bangkok. Het is ook de naam van het Bangkok Metro-station, dat ligt onder het park.
Chatuchak Park is een van de oudere openbare parken in Bangkok. De bouw begon in 1975 op grond geschonken door de Thaise Staatsspoorwegen. Het park werd geopend op 4 december 1980. Het heeft een oppervlakte van 0,304 km².
Het werd later uitgebreid met het Queen Sirikit Park en Wachirabenchatat Park, hoewel ze gescheiden zijn van Chatuchak Park door Kampaengphet 3 Road. Een kunstmatig meer loopt langs het dunne en lange park met tal van bruggen over het meer. Een treinmuseum is gelegen binnen de park. Het park heeft op een werkdag rond de 7.000, en op een vakantiedag rond de 30.000 bezoekers. Dichtbijgelegen bezienswaardigheden zijn J.J Mall, Chatuchak Markt en het treinmuseum. 